# Ion Grigorescu
Pour les articles homonymes, voir Grigorescu.
Ion Grigorescu, né le 15 mars 1945 à Bucarest (Roumanie) est un peintre roumain.
Il est l'un des premiers artistes conceptuels et défenseurs de l'anti-art roumain, postulant une consolidation radicale des activités artistiques avec la vie quotidienne. Il est le créateur de nombreux films, séries photographiques et actions filmées, ainsi que de dessins et de collages documentant à la fois sa vie privée et le passage du peuple roumain de la vie sous le régime communiste à la réalité du capitalisme expansif.

## Expositions personnelles (sélection)
- 2013 - Traumatisme du corps exposé, galerie de promenades Ida Pisani, église San Matteo, Lucques
- 2011 - Performing History, le pavillon roumain à la 54e exposition internationale La Biennale de Venise
- 2011 - Rome vue avec les yeux / Rome inventée avec Bogdan Vladuţă, atelier, galerie Andreiana Mihail, Bucarest ;
- 2011 - Grigorescu, galeria Mitterand, Zuerich; Cheval, marché des hommes, (personnel) Friedrichshof Sammlung; Grigorescu, Enseigne des Oudin, Paris;
- 2010 - Oedipus The Wanderer, galerie Gregor Podnar, Berlin[2]
- 2009 - Les pauvres se débrouillent seuls Angels Barcelona[3]
- 2008 - Superpositions, Galerie Jean-Gabriel Mitterrand, Paris ;
- 2007 - Ressources, avec Geta Brătescu, MNAC Bucarest[4]
- 2006 - Am Boden, Salzburg, Kunstverein ;
- 2004 - Fotografii recente, Bucuresti, exposition personnelle, Galeria Noua, Bucarest
- 1998 - Musée national d'art, salle Kretzulescu, Bucuresti, exposition personnelle
- 1993 - Mahlzeit für eine tote Kunst, Schauplatz Zeitgenossischer Kunst, Vienne

## Expositions de groupe
- 1981 : Biennale de São Paulo, Brésil
- 1990 : Points East, galerie Third's Eye de Glasgow,
- 1991 : Wanderlieder, Stedelijk Museum Amsterdam
- 1994 : Biennale de São Paulo, Brésil
- 1997 : Biennale de Venise, pavillon roumain
- 1998 : En dehors des actions, MOCA Los Angeles, Vienne, Barcelone, Tokyo ;
- 1998 : Corps et l'Orient, Moderna Galertja, Ljubljana
- 2000 : 2000+ Collection, Ljublijana, (commissaire Zdenka Badovinac)
- 2001 : Double Life, Fondation Generali Viena,
- 2007 : Lund, Kunsthall, Possible en art
- 2007 : Documenta 12, Cassel Dadaeast (Zurich, Prague, Stockholm, Sibiu, Varsovie), Exit memory, desire, octobre, Artra, Milan
- 2011 : Out of Place, Tate Modern Gallery, Londres[5]

## Prix
- 1998 : prix pour la peinture de restauration d'église
- 1998 : prix du magazine Cuvantul
- 1993 : prix Andrei Cadere
- 1978, 1989 : récompense des critiques d'art, Roumanie
- 1972 : prix de la jeunesse du syndicat roumain des artistes